# Jonathan Fischer (Handballspieler)
Jonathan Fischer (* 12. Juli 1997) ist ein deutscher Handballspieler.

## Karriere
Jonathan Fischer spielte zunächst in der Jugend Fußball für die SF Ichenheim, und dann Handball für die HTV Meißenheim und den TuS Altenheim. Ab 2016 lief er für den Drittligaaufsteiger SG Köndringen/Teningen auf. Nachdem Köndringen/Teningen 2018 aus der 3. Liga abgestiegen war, wechselte er zum Erstligaaufsteiger SG BBM Bietigheim. Nach einer Saison stieg er mit Bietigheim 2019 in die 2. Bundesliga ab. 2024 gelang ihnen der Wiederaufstieg in die 1. Bundesliga.

## Privat
Jonathan Fischer studiert Mathe und Chemie auf Lehramt.